# Rolls-Royce Silver Seraph
Rolls-Royce Silver Seraph är en personbil, tillverkad av den brittiska biltillverkaren Rolls-Royce mellan 1998 och 2002 och ersatte Silver Spirit som slutades att tillverkas 1997.

## Silver Seraph
Silver Seraph introducerades på Genèvesalongen den 3 mars 1998. Bilen konstruerades av Rolls-Royce, men man hade vid den här tiden, före kalabaliken runt försäljningen, ett strategiskt samarbete med BMW och mycket av den modernare tekniken kom från Tyskland.
Transmissionen kom från BMW:s 750-modell. Motorn var en V12:a med en överliggande kamaxel per cylinderbank, vilket gjorde Silver Seraph till den första tolvcylindriga Rollsen sedan Phantom III. Cylinderdiametern var 85 mm och slaglängden 79 mm, vilket ger en cylindervolym på 5379 cm³. Till denna var kopplad en 5-stegad automatlåda.
Karossen delades med systermodellen Bentley Arnage. Inredningen höll fast vid gamla Rolls-traditioner, med Connolly-läder, fina träslag och de klassiska picknick-borden till passagerarna. Silver Seraph skilde sig från Bentleyn genom ha växelväljaren på rattstången och instrumenteringen saknade varvräknare.
Tillverkningen i Crewe uppgick till 1 570 exemplar. Efterträdaren Phantom tillverkas i en helt ny fabrik i Goodwood.

## Park Ward
På Genèvesalongen 2000 presenterades den nya Park Ward. Bilen hade fått hjulbasen förlängd 25 cm, vilket gav betydligt större benutrymme i baksätet. Inredningen var ännu mer påkostad än hos Silver Seraph. 127 exemplar byggdes innan produktionen upphörde samtidigt med Seraph-modellen 2002.